# امیر مقرب‌الدین مسعود
امیر مقرب‌الدین مسعود یکی از وزیران اتابک ابوبکر بن سعد بن زنگی و از خوشنویسان نامدار سدهٔ هفتم هجری قمری بود. او در بازار بزرگ مدرسه‌ای عالی بنا کرد که به «مدرسهٔ مقرب» نامور است و محاذی مدرسه، رباطی ساخت پیوسته به مسجد عتیق شیراز و در جوار رباط، سقایه‌ای پی افکند. در اواخر سال ۶۶۱ هجری قمری که اتابک سلجوق‌شاه بن سلغر تمام شحنگان مغول را با زن و فرزند از دم تیغ گذرانید، هلاکو به سپاه اصفهان و لرستان و یزد و کرمان دستور داد برای رفع این فتنه رهسپار شیراز شوند. امیر التاجو فرماندهِ این سپاه بود و به آهنگ تارومار ساختن مردم به شیراز آمد. امیر مقرب‌الدین پس از گریز سلجوق‌شاه، با سادات و قضات و اکابر و مشاهیر شیراز به پیشواز امیر التاجو آمد و با تقدیم هدایا و بیان بیگناهی مردم شیراز در رخ دادن این فاجعه، با آرام کردن امیر، شهر را از کشتار و تاراج رهاند و از آن پس بیش از پیش، از سوی مردم تکریم و تجلیل شد.
‌